# Cerrillos (departamento)
| Departamento Cerrillos   | Departamento Cerrillos                  |
| ------------------------ | --------------------------------------- |
| País:                    | Argentina                               |
| Província:               | Salta                                   |
| Capital:                 | Cerrillos                               |
| Superfície:              | 640 km²                                 |
| População:               | 26.320 (IDEC - 2001)                    |
| Densidade:               | 41,1 hab/km²                            |
| Localização:             | 65° 15' S 24° 25' O 65° 39' S 25° 08' O |
| Municípios e Comunas:    | - Cerrillos - La Merced                 |
| Intendente:              | Rubén Corimayo                          |
| Web:                     | Oficial                                 |
| Localização na província |                                         |
| Departamento             |                                         |

Cerrillos é um departamento da província de Salta, na Argentina.